# سفارة لبنان في ألمانيا
سفارة لبنان في ألمانيا هي أرفع تمثيل دبلوماسي لدولة لبنان لدى ألمانيا. تقع السفارة في برلين وهي تهدف لتعزيز المصالح اللبنانية في ألمانيا.

## وصلات خارجية
- الموقع الرسمي
- قائمة سفارات لبنان
- قائمة السفارات في ألمانيا